# Drugi rząd Salego Berishy
 Drugi  rząd Salego Berishy – rząd Albanii od 16 września 2009 do 11 września 2013.

## Skład rządu
| #  | Funkcja                                                     | Portret | Imię i nazwisko             | Kadencja         | Kadencja         | Partia polityczna | Partia polityczna              |
| #  | Funkcja                                                     | Portret | Imię i nazwisko             | Od               | Do               | Partia polityczna | Partia polityczna              |
| -- | ----------------------------------------------------------- | ------- | --------------------------- | ---------------- | ---------------- | ----------------- | ------------------------------ |
| 1  | Premier                                                     |         | Sali Berisha (1944–)        | 16 września 2009 | 11 września 2013 |                   | Demokratyczna Partia Albanii   |
| 2  | Wicepremier                                                 |         | Ilir Meta (1969–)           | 16 września 2009 | 14 stycznia 2011 |                   | Socjalistyczny Ruch Integracji |
| 2  | Wicepremier                                                 |         | Edmond Haxhinasto (1966–)   | 17 stycznia 2011 | 3 kwietnia 2013  |                   | Socjalistyczny Ruch Integracji |
| 2  | Wicepremier                                                 |         | Myqerem Tafaj (1957-)       | 4 kwietnia 2013  | 11 września 2013 |                   | Demokratyczna Partia Albanii   |
| 3  | Minister stanu ds. Stosunków z Parlamentem                  |         | Genc Pollo (1963–)          | 16 września 2009 | 19 kwietnia 2010 |                   | Demokratyczna Partia Albanii   |
| 4  | Minister innowacji, informacji i technologii komunikacyjnej |         | Genc Pollo (1963–)          | 16 września 2009 | 11 września 2013 |                   | Demokratyczna Partia Albanii   |
| 5  | Minister finansów                                           |         | Ridvan Bode (1959–)         | 16 września 2009 | 11 września 2013 |                   | Demokratyczna Partia Albanii   |
| 6  | Minister integracji europejskiej                            |         | Majlinda Bregu (1974–)      | 16 września 2009 | 11 września 2013 |                   | Demokratyczna Partia Albanii   |
| 7  | Minister turystyki, kultury, młodzieży i sportu             |         | Ferdinand Xhaferraj (1964–) | 16 września 2009 | 20 kwietnia 2011 |                   | Demokratyczna Partia Albanii   |
| 7  | Minister turystyki, kultury, młodzieży i sportu             |         | Aldo Bumçi (1974–)          | 21 lipca 2011    | 3 kwietnia 2013  |                   | Demokratyczna Partia Albanii   |
| 7  | Minister turystyki, kultury, młodzieży i sportu             |         | Visar Zhiti (1952–)         | 4 kwietnia 2013  | 11 września 2013 |                   | bezpartyjny                    |
| 8  | Minister rolnictwa i spraw konsumenckich                    |         | Genc Ruli (1958–)           | 16 września 2009 | 11 września 2013 |                   | Demokratyczna Partia Albanii   |
| 9  | Minister edukacji i nauki                                   |         | Myqerem Tafaj (1957-)       | 16 września 2009 | 11 września 2013 |                   | Demokratyczna Partia Albanii   |
| 10 | Minister gospodarki, handlu i energii                       |         | Dritan Prifti (1968–)       | 16 września 2009 | 14 września 2010 |                   | Socjalistyczny Ruch Integracji |
| 10 | Minister gospodarki, handlu i energii                       |         | Ilir Meta (1969–)           | 17 września 2010 | 14 stycznia 2011 |                   | Socjalistyczny Ruch Integracji |
| 10 | Minister gospodarki, handlu i energii                       |         | Nasip Naço (1961–)          | 17 stycznia 2011 | 27 czerwca 2012  |                   | Socjalistyczny Ruch Integracji |
| 10 | Minister gospodarki, handlu i energii                       |         | Edmond Haxhinasto (1966–)   | 27 czerwca 2012  | 3 kwietnia 2013  |                   | Socjalistyczny Ruch Integracji |
| 10 | Minister gospodarki, handlu i energii                       |         | Florjon Mima (1962–)        | 4 kwietnia 2013  | 16 września 2013 |                   | Demokratyczna Partia Albanii   |
| 11 | Minister spraw zagranicznych                                |         | Ilir Meta (1969–)           | 16 września 2009 | 16 września 2010 |                   | Socjalistyczny Ruch Integracji |
| 11 | Minister spraw zagranicznych                                |         | Edmond Haxhinasto (1966–)   | 17 września 2010 | 27 czerwca 2012  |                   | Socjalistyczny Ruch Integracji |
| 11 | Minister spraw zagranicznych                                |         | Edmond Panariti (1960–)     | 3 lipca 2012     | 3 kwietnia 2013  |                   | Socjalistyczny Ruch Integracji |
| 11 | Minister spraw zagranicznych                                |         | Aldo Bumçi (1974–)          | 4 kwietnia 2013  | 11 września 2013 |                   | Demokratyczna Partia Albanii   |
| 12 | Minister środowiska, leśnictwa i gospodarki wodnej          |         | Fatmir Mediu (1967–)        | 16 września 2010 | 11 września 2013 |                   | Republikańska Partia Albanii   |
| 13 | Minister spraw wewnętrznych                                 |         | Lulzim Basha (1974–)        | 16 września 2009 | 20 kwietnia 2011 |                   | Demokratyczna Partia Albanii   |
| 13 | Minister spraw wewnętrznych                                 |         | Bujar Nishani (1974–)       | 20 kwietnia 2011 | 12 czerwca 2012  |                   | Demokratyczna Partia Albanii   |
| 13 | Minister spraw wewnętrznych                                 |         | Flamur Noka (1971–)         | 3 lipca 2012     | 11 września 2013 |                   | Demokratyczna Partia Albanii   |
| 14 | Minister obrony                                             |         | Arben Imami (1958–)         | 16 września 2010 | 11 września 2013 |                   | Demokratyczna Partia Albanii   |
| 15 | Minister robót publicznych, transportu i telekomunikacji    |         | Sokol Olldashi (1972–2013)  | 16 września 2009 | 19 kwietnia 2010 |                   | Demokratyczna Partia Albanii   |
| 16 | Minister Transportu i Infrastruktury                        |         | Sokol Olldashi (1972–2013)  | 19 kwietnia 2010 | 11 września 2013 |                   | Demokratyczna Partia Albanii   |
| 17 | Minister sprawiedliwości                                    |         | Bujar Nishani (1974–)       | 16 września 2009 | 21 lipca 2011    |                   | Demokratyczna Partia Albanii   |
| 17 | Minister sprawiedliwości                                    |         | Eduard Halimi (1972–)       | 21 lipca 2011    | 11 września 2013 |                   | Demokratyczna Partia Albanii   |
| 18 | Minister zdrowia                                            |         | Petrit Vasili (1958–)       | 16 września 2009 | 27 czerwca 2012  |                   | Socjalistyczny Ruch Integracji |
| 18 | Minister zdrowia                                            |         | Vangjel Tavo (1969–)        | 27 czerwca 2012  | 3 kwietnia 2013  |                   | Socjalistyczny Ruch Integracji |
| 18 | Minister zdrowia                                            |         | Halim Kosova (1954–)        | 4 kwietnia 2013  | 11 września 2013 |                   | Demokratyczna Partia Albanii   |
| 19 | Minister pracy, polityki społecznej i równych szans         |         | Spiro Ksera (1967–)         | 16 września 2009 | 11 września 2013 |                   | Demokratyczna Partia Albanii   |